# Martin Hřídel
Martin Hřídel (* 22. května 1968) je bývalý český fotbalový útočník a později fotbalový trenér.

## Fotbalová kariéra
V lize hrál za Slovan Liberec a Viktorii Plzeň. V lize nastoupil ke 115 utkáním a dal 14 gólů.

## Ligová bilance
| Ročník                          | Zápasy | Góly | Klub              |
| ------------------------------- | ------ | ---- | ----------------- |
| 1. česká fotbalová liga 1993/94 | 19     | 2    | FC Slovan Liberec |
| 1. česká fotbalová liga 1994/95 | 29     | 7    | FC Slovan Liberec |
| 1. česká fotbalová liga 1995/96 | 27     | 2    | FC Slovan Liberec |
| 1. česká fotbalová liga 1996/97 | 26     | 3    | FC Viktoria Plzeň |
| Gambrinus liga 1997/98          | 14     | 0    | FC Viktoria Plzeň |
| CELKEM                          | 115    | 14   |                   |

## Trenérská kariéra
Jako hlavní trenér vedl v 1. české lize SK Kladno a 1. FK Příbram. Působil i jako asistent trenéra ve SK Slavia Praha.

## Osobní život
Neunesl rozchod s přítelkyní, podlehl alkoholu a začal ji pronásledovat.
Byl obviněn ze stalkingu, nebezpečného vyhrožování, vydírání, porušování domovní svobody a krádeže. Na konci roku 2014 mu soud v Kladně vyměřil 14 měsíců vězení, proti čemuž se Hřídel odvolal ke krajskému soudu. V minulosti měl kvůli stalkingu podmíněný patnáctiměsíční trest, který mu zrušila amnestie.